# Alberto Rodríguez Librero
Alberto Rodríguez Librero (Siviglia, 11 maggio 1971) è un regista e sceneggiatore spagnolo.
Nel 2006 il suo film 7 vírgenes e nel 2013 il suo film Grupo 7 sono stati nominati al Premio Goya per il miglior film. Nel 2015 la sua pellicola La isla mínima è stata la gran trionfatrice della 29ª edizione dei Premi Goya, collezionando ben 10 riconoscimenti, tra cui quello per il miglior film.

## Filmografia

### Regista

#### Cinema
- El factor Pilgrim (2000)
- El traje (2002)
- 7 vírgenes (2005)
- After (2009)
- Unit 7 (Grupo 7) (2012)
- La isla mínima (2014)
- L'uomo dai mille volti (El hombre de las mil caras) (2016)
- Prigione 77 (2022)

#### Televisione
- Hispania, la leyenda - serie TV, 4 episodi (2010)
- La peste - serie Tv, 6 episodi (2018-2019)
- Apagón - serie TV, episodio 1x04 (2022)

#### Cortometraggi
- Bancos (2000)
- Las pequeñas cosas (2016)

### Sceneggiatore

#### Cinema
- El factor Pilgrim, regia di Alberto Rodríguez Librero (2000)
- El traje, regia di Alberto Rodríguez Librero (2002)
- 7 vírgenes, regia di Alberto Rodríguez Librero (2005)
- After, regia di Alberto Rodríguez Librero (2009)
- Unit 7 (Grupo 7), regia di Alberto Rodríguez Librero (2012)
- La isla mínima, regia di Alberto Rodríguez Librero (2014)
- L'uomo dai mille volti (El hombre de las mil caras), regia di Alberto Rodríguez Librero (2016)
- Freies Land, regia di Christian Alvart (2019)
- Modelo 77, regia di Alberto Rodríguez Librero (2022)

#### Televisione
- La peste - serie Tv, 12 episodi (2018-2019)

#### Cortometraggi
- Las pequeñas cosas, regia di Alberto Rodríguez Librero (2016)

### Attore
- Deudas - serie TV, episodio 1x03 (2021)
- Amores que engañan - serie TV, episodio 1x01 (2022)

### Produttore
- El factor Pilgrim, regia di Alberto Rodríguez Librero (2000)